# Diocèse de Łomża
Le diocèse de Łomża (en latin : Dioecesis Lomzensis) est un diocèse catholique de Pologne de la province ecclésiastique de Białystok dont le siège est situé à Łomża, dans la voïvodie de Podlachie. L'évêque actuel est Janusz Bogusław Stepnowski (en), depuis 2011. 

## Territoire

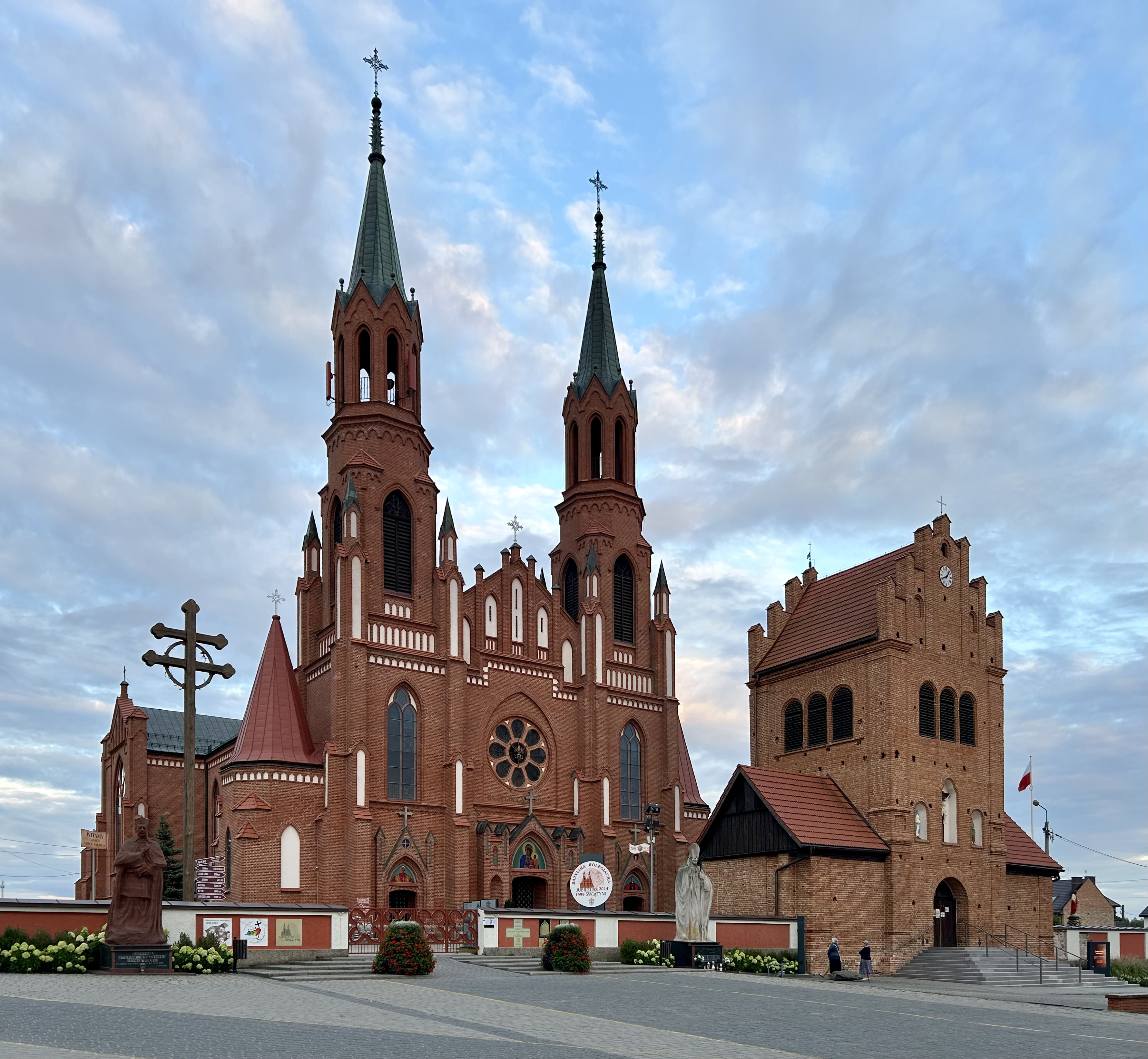
La basilique collégiale de la Sainte-Trinité de Myszyniec.

Le diocèse couvre principalement les voïvodies de Podlachie et de Mazovie ; une paroisse est incluse dans la voïvodie de Varmie-Mazurie.     
Le siège épiscopal, basé à Łomża, a pour église-mère la cathédrale Saint-Michel-Archange (en). Le diocèse compte également deux basiliques mineures : la basilique collégiale de la Sainte-Trinité à Myszyniec, et la basilique de l'Assomption-de-la-Vierge-Marie à Sokoły.
Le territoire est divisé en 24 doyennés et 183 paroisses. 

## Historique
Après le premier partage de la Pologne, en 1772, cette partie de la Pologne est annexée par le royaume de Prusse. Le diocèse de Wigry (en) est créé par le pape Pie VI avec sa bulle Saep factum, du 16 mars 1799. Son territoire comprend 90 paroisses qui dépendaient du diocèse de Vilnius, 44 paroisses venant du diocèse de Loutsk et 15 paroisses du diocèse de Samogitie, mais le pape Pie VI a établi son siège au  monastère de camaldule de Wigry, dans un village à environ 10 km à l'est de Suwalki. Le monastère a été fondé en 1667 par Jean II Casimir Vasa. L'église de Notre-Dame est devenue la cathédrale, puis l'église paroissiale de Wigry. Le monastère a été dissous en 1805.
L'évêque Jan Klemens Gołaszewski, (né en 1748 et mort en 1820) a agrandi la cathédrale de Wigry. Après le troisième partage de la Pologne, ce territoire a été cédé à l'Empire russe. En 1818 l'Église dans tout l'ancien royaume polonais a été réorganisée. Par une bulle, le Pie VII a fait de Varsovie le siège métropolitain. Le 30 juin 1818 le diocèse de Wigry est supprimé et transféré à Augustów, une ville fondée en 1561 par le roi Sigmond Auguste. La nouvelle cathédrale et le nouveau chapitre sont inaugurés le 8 décembre 1819.
L'évêque suivant, Ignacy Stanislaw Czyżewski, n'est pas resté à Augustów, mais a changé de lieu de résidence en 1823 pour s'établir à Sejny, une ville fondée en 1522 par Sigismond Ier de Pologne sur la terre de Sejną, à une vingtaine de kilomètres à l'est de Suwałki. L'évêque suivant, Mikołaj Jan Manugiewicz, a établi le séminaire diocésain en 1830, et pendant de nombreuses années a résidé parfois à Augustów, puis à Sejny. L'évêque Pawel Straszyński a fait de l'ancienne église dominicaine de Sejny sa cathédrale et y est entré comme évêque le 4 février 1837. Il a été fréquemment en conflit avec les autorités russes et, à sa mort en 1847, le siège a été laissé vacant par le gouvernement russe. Konstanty Ireneusz Łubieński est nommé évêque en 1863 et est mort en exil en 1869 à Nijni Novgorod. 
Le 28 octobre 1925, le diocèse de Sejny est supprimé et a été rebaptisé diocèse de Łomża dépendant de l'archidiocèse de Vilnius. Le diocèse a gagné des territoires transférés du diocèse de Płock. Mais il a perdu une partie de son territoire, le 4 avril 1926, pour établir le diocèse de Vilkaviškis.
La création du diocèse de Grodno, le 13 avril 1991, a entraîné la perte d'une partie de son territoire.
La réorganisation de l'église polonaise par le pape Jean-Paul II est faite dans une constitution apostolique, la bulle Totus Tuus Poloniae populus, le 25 mars 1992, qui a conduit à un gain de territoire du diocèse à partir de celui du diocèse de Płock et une perte d'une partie de son territoire pour créer le diocèse d'Ełk.

## Évêques
- Évêques de Sejny ou Sejna et Augustów
  - Jan Klemens Gołaszewski, du 30 juin 1818 jusqu'à sa mort le 8 mars 1820,
  - Ignacy Stanislaw Czyżewski, du 29 mai 1820 jusqu'à sa mort le 11 décembre 1823,
  - Mikołaj Jan Manugiewicz, du 19 décembre 1825 jusqu'à sa mort le 25 juin 1834,
  - Pawel Straszyński, du 21 novembre 1836 jusqu'à sa mort le 20 juin 1847,
  - Konstanty Ireneusz Łubieński, du 16 mars 1863 jusqu'à sa mort le 17 juin 1869,
  - Piotr Pawel Wierzbowski, du 22 février 1872 jusqu'à sa mort le 1er juillet 1893,
  - Anton Baranowski, du 2 août 1897 jusqu'à sa mort le 22 novembre 1902,
  - Anton Karaś (Karosas), à partir du 7 avril 1910. Il est nommé évêque de Vilkaviškis le 5 avril 1926.
- Évêques de Łomża
  - Romuald Jałbrzykowski, du 14 décembre 1925 jusqu'au 24 juin 1926, puis archevêque de Vilnius jusqu'à sa mort en 1955, mais résidant à Białystok à partir de 1945,
  - Stanisław Kostka Łukomski, du 24 juin 1926 jusqu'à sa mort le 28 octobre 1948,
  - Czeslaw Falkowski, du 24 février 1949 jusqu'au 25 août 1969,
  - Mikolaj Sasinowski, du 19 mars 1970 jusqu'à sa mort le 6 septembre 1982,
  - Juliusz Paetz, du 20 décembre 1982 jusqu'au 11 avril 1996, puis archevêque de Poznań,
  - Stanisław Stefanek (S. Chr.), du 26 octobre 1996 jusqu'à sa retraite le 11 novembre 2011,
  - Janusz Bogusław Stepnowski (en), à partir du 11 novembre 2011.

### Articles liés
- Église catholique en Pologne
- Liste des diocèses catholiques de Pologne